# イサーク・ビェルコーヴィチ
イサーク・ビェルコーヴィチ（ウクライナ語: Ісаак Якович Беркович, 1902年12月28日 - 1972年1月5日）は、ロシア帝国及びウクライナ・ソビエト社会主義共和国の作曲家、教師、音楽教育者。主に子供向け楽曲の作曲家として知られる。

## 来歴
ビェルコーヴィチは時計職人の家庭に生まれた。1920年にキエフ音楽院に入学し、ピアノをウォロディミル・プハルスキーから、音楽理論と作曲をボリス・リャトシンスキーから教わった。ビェルコーヴィチは1925年にキエフ音楽院を卒業したが、卒業前である20歳の頃から教師を始め、その後教育者として長いキャリアを築いた。第二次世界大戦中、ビェルコーヴィチはウズベク・ソビエト社会主義共和国（現在のウズベキスタン）に避難し、サマルカンドでピアノを教えたり、地元のオペラハウスで伴奏者として働いたりした後、1944年にキーウに戻り、1969年からキエフ音楽院の教授を務めた。
ビェルコーヴィチは主にピアノ曲を作曲した。最初のピアノ曲（「30 の簡単な曲」）は1938年に出版された。

## 作品
- パガニーニの主題による変奏曲